# Création à Léningrad de la symphonie no 7 de Chostakovitch
Vous lisez un « article de qualité » labellisé en 2018.

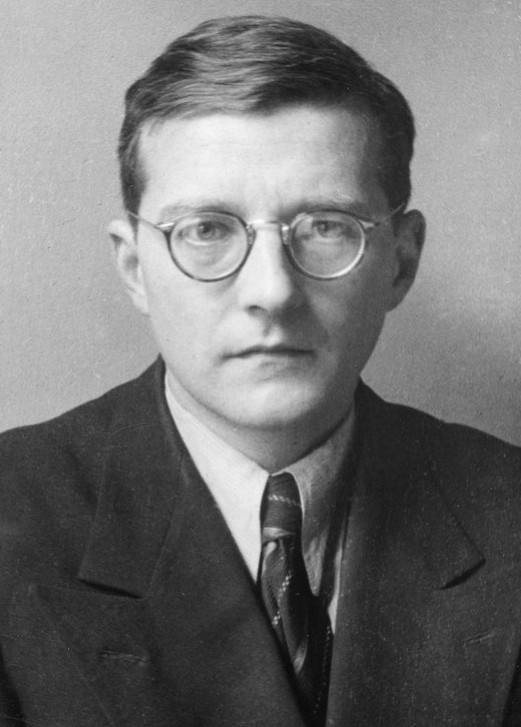
Dmitri Chostakovitch en 1942, année de la création de sa 7e symphonie.

La création à Léningrad de la Symphonie no 7 de Chostakovitch a lieu le 9 août 1942, pendant la Seconde Guerre mondiale, durant le siège de cette ville par les forces armées de l'Allemagne nazie.
Dmitri Chostakovitch prévoyait de faire créer la symphonie par l’Orchestre philharmonique de Léningrad, mais, en raison du siège, l'ensemble est évacué de la ville, ainsi que le compositeur lui-même. La première mondiale de la Septième Symphonie se déroule à Kouïbychev avec l'Orchestre du Théâtre Bolchoï. La première à Léningrad est interprétée par les musiciens survivants de l'Orchestre symphonique de la Radio de Léningrad, renforcés par des militaires. Les conditions des répétitions sont difficiles : les musiciens souffrent de la faim, et leurs effectifs sont réduits. Trois d'entre eux meurent avant la répétition générale. De fait, l'orchestre n'est en mesure de jouer la symphonie en entier qu'une seule fois avant le concert.
Malgré la piètre condition des instrumentistes et de nombreux membres du public, le concert remporte un immense succès, suscitant une ovation d'une heure. Le concert est accompagné par une offensive militaire soviétique, qui porte le nom de code « Bourrasque », destinée à réduire au silence les forces allemandes pendant l'exécution. La symphonie est diffusée par haut-parleurs pour les lignes allemandes, sous forme de guerre psychologique. La création à Léningrad est considérée par la critique musicale comme l'une des plus importantes représentations artistiques de la guerre, en raison de ses effets tant psychologiques que politiques. Le chef d'orchestre conclut qu'« en ce moment, nous avons triomphé de l'inhumaine machine de guerre nazie ». Des réunions des musiciens survivants sont organisées en 1964 et en 1992 pour commémorer l'événement.

## Composition et diffusion de la symphonie

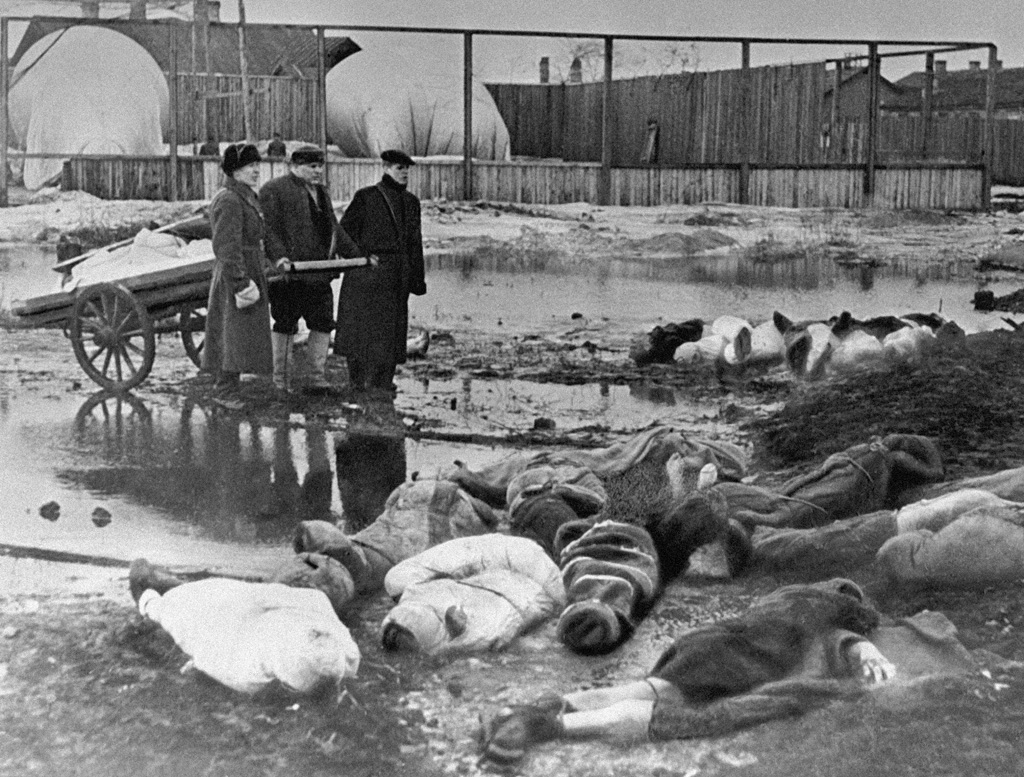
Le siège de Léningrad provoque des pertes massives dues au froid et à la faim.

Le compositeur Dmitri Chostakovitch (1906–1975) termine sa Symphonie no 7 le 27 décembre 1941 et la dédie à sa ville natale, attaquée depuis seize semaines. Léningrad est assiégée pendant 900 jours par l'Allemagne nazie, et environ un tiers de la population urbaine d'avant-guerre est tuée.
Chostakovitch prévoyait que la création de la symphonie reviendrait à la Philharmonie de Léningrad, mais l'ensemble est évacué à Novossibirsk dans le cadre de l'exode culturel ordonné par le gouvernement. La première mondiale est donc donnée à Kouïbychev le 5 mars 1942, interprétée par l'Orchestre du théâtre Bolchoï sous la direction du chef d'orchestre Samuel Samossoud. La création moscovite est réalisée par la réunion de l’Orchestre du Bolchoï et de l'Orchestre symphonique de la Radio de Moscou, le 29 mars, dans le péristyle de la Maison des syndicats,.

La partition de la symphonie, microfilmée, s'envole pour Téhéran en avril, afin de permettre sa publication à l'Ouest. Elle est créée à la radio, en Europe de l'Ouest, le 22 juin, dans l'interprétation de Sir Henry Wood et du London Philharmonic Orchestra, et en création publique lors d'un concert des Proms de Londres, au Royal Albert Hall, le 29 juin. La première américaine est diffusée à partir de New York, le 19 juillet 1942, par l'Orchestre symphonique de la NBC placé sous la direction d'Arturo Toscanini,.

## Préparation
L'Orchestre symphonique de la Radio de Léningrad — avec son chef Carl Eliasberg — est le seul ensemble symphonique restant à Léningrad, après l'évacuation de la Philharmonie. La dernière représentation de l'Orchestre symphonique de la Radio de Léningrad a lieu le 14 décembre 1941 et sa dernière diffusion le 1er janvier 1942. Une note du journal de planification des répétitions, mentionne : « la répétition n'a pas eu lieu. Srabian est mort. Petrov est malade. Borishev est mort. L'orchestre ne travaille pas ».
Le 2 avril 1942, Boris Zagorsky et Yasha Babushkin, du Département des arts de Léningrad, annoncent les préparatifs pour l'exécution de la symphonie. La diffusion des émissions musicales radiophoniques, qui avait été interrompue, est rapidement rétablie par Andreï Jdanov, un homme politique soviétique impliqué dans la défense de Léningrad, afin de permettre les répétitions et de contribuer à redonner le moral aux habitants de la ville. L'exécution de la symphonie « devient une question de civisme, de militaires, de fierté ». Selon un membre de l'orchestre, « les autorités de Léningrad voulaient donner au peuple une certaine stimulation émotionnelle, afin qu'ils puissent se sentir pris en charge ». L'événement musical a été considéré comme un acte politique important en raison de sa valeur potentielle de propagande.
Des 40 membres d'origine de l'Orchestre symphonique de la Radio de Léningrad, seuls 14 ou 15 vivaient encore dans la ville ; les autres sont, soit morts de faim, soit enrôlés pour combattre l'ennemi,,. La Septième Symphonie de Chostakovitch requiert un orchestre élargi de cent musiciens, ce qui signifie que le reste des effectifs est largement insuffisant. Carl Eliasberg, au moment d'être traité de « dystrophie », fait du porte-à-porte à la recherche de musiciens n'ayant pas répondu à l'annonce du remontage de l'orchestre, en raison de la famine ou de leur faiblesse. « Mon Dieu, comment nombre d'entre-eux étaient maigres » rappelle l'un des organisateurs. « Comment ces gens se sont animés quand nous avons commencé à les débusquer de leurs appartements sombres. Nous avons été émus aux larmes quand ils ont apporté leurs vêtements de concert, leurs violons et violoncelles et les flûtes, et les répétitions ont commencé au studio couvert de glace ». Un avion, transportant des fournitures de Kouïbychev à Léningrad, a livré la partition de direction de la symphonie et comprenant 252 pages,.
La première répétition, en mars 1942, est destinée à durer trois heures, mais elle s'arrête après quinze minutes, parce que les trente musiciens présents sont trop faibles pour jouer de leur instrument,. Souvent, ils s'effondrent au cours des répétitions, en particulier ceux qui jouent les cuivres. Eliasberg lui-même doit être traîné aux répétitions sur une luge et, finalement, est déplacé par les élus communistes dans un appartement à proximité et un vélo lui est fourni pour le transport. Ses premières tentatives de direction le font apparaître comme un « oiseau blessé avec des ailes qui vont tomber à tout moment »,. Un rapport de Babushkin note que « le premier violon se meurt, le tambour est mort par sa façon de jouer, le cor d'harmonie est à la porte de la mort… ». Les musiciens de l'orchestre reçoivent un supplément de nourriture (donnée par des civils amateurs de musique) dans un effort pour lutter contre la famine ; et des briques chaudes sont utilisées pour diffuser de la chaleur ; néanmoins, trois artistes sont morts pendant les répétitions,,,. Des affiches placardées dans la ville demandent à tous les musiciens de se mettre en rapport avec le comité de la radio pour l'incorporation dans l'orchestre. Des musiciens sont également rappelés du front ou réaffectés à des ensembles militaires, avec le soutien du commandant du front de Léningrad, Leonid Govorov.
En plus de la Septième Symphonie, l'orchestre de fortune répète également les traditionnelles œuvres symphoniques de Beethoven, Tchaïkovski et Rimski-Korsakov. Un concert d'extraits de Tchaïkovski a lieu le 5 avril,,. Certains instrumentistes protestent contre la décision d'interpréter la Symphonie de Chostakovitch, ne voulant pas dépenser leur peu de force sur une œuvre « complexe et pas très accessible ». Eliasberg menace de résilier le supplément de nourriture et réprime toute dissidence. Pendant les répétitions, Eliasberg est critiqué pour la dureté de son comportement : des musiciens absents aux répétitions, en retard, ou ne correspondant pas aux attentes, perdent leurs rations. Un artiste perd ses rations parce que, assistant à l'enterrement de sa femme, il est en retard pour la répétition. Bien que certaines sources suggèrent qu'une équipe de copistes est employée, selon d'autres sources, chaque musicien a copié à la main sa partie à partir de la partition,.
Les répétitions se tiennent six jours par semaine au Théâtre Pouchkine, généralement de dix heures du matin à une heure de l'après-midi. Elles sont fréquemment interrompues par les sirènes des raids aériens et quelques musiciens sont tenus de prendre leur fonction de lutte anti-aérienne, ou de lutte contre l'incendie. Pour leur permettre d'assister aux répétitions, les membres de l'orchestre sont pourvus de cartes d'identité à montrer aux points de contrôle. Les membres de l'orchestre militaire (et quelques troupes ordinaires) sont dépêchés aux répétitions pour compléter les instrumentistes. Les répétitions sont déplacées vers la Salle de la Philharmonie en juin, et à la fin de juillet, elles sont augmentées de 5 à 6 heures par jour,,. Les instruments, en mauvais état, trouvent peu de luthiers ou réparateurs disponibles ; un hautboïste propose un chat en échange d'une réparation, alors que l’artisan, affamé, en avait déjà mangé plusieurs,.
L'orchestre ne joue la symphonie de bout en bout qu'une seule fois avant la première, lors de la répétition générale, le 6 août.

## Exécution

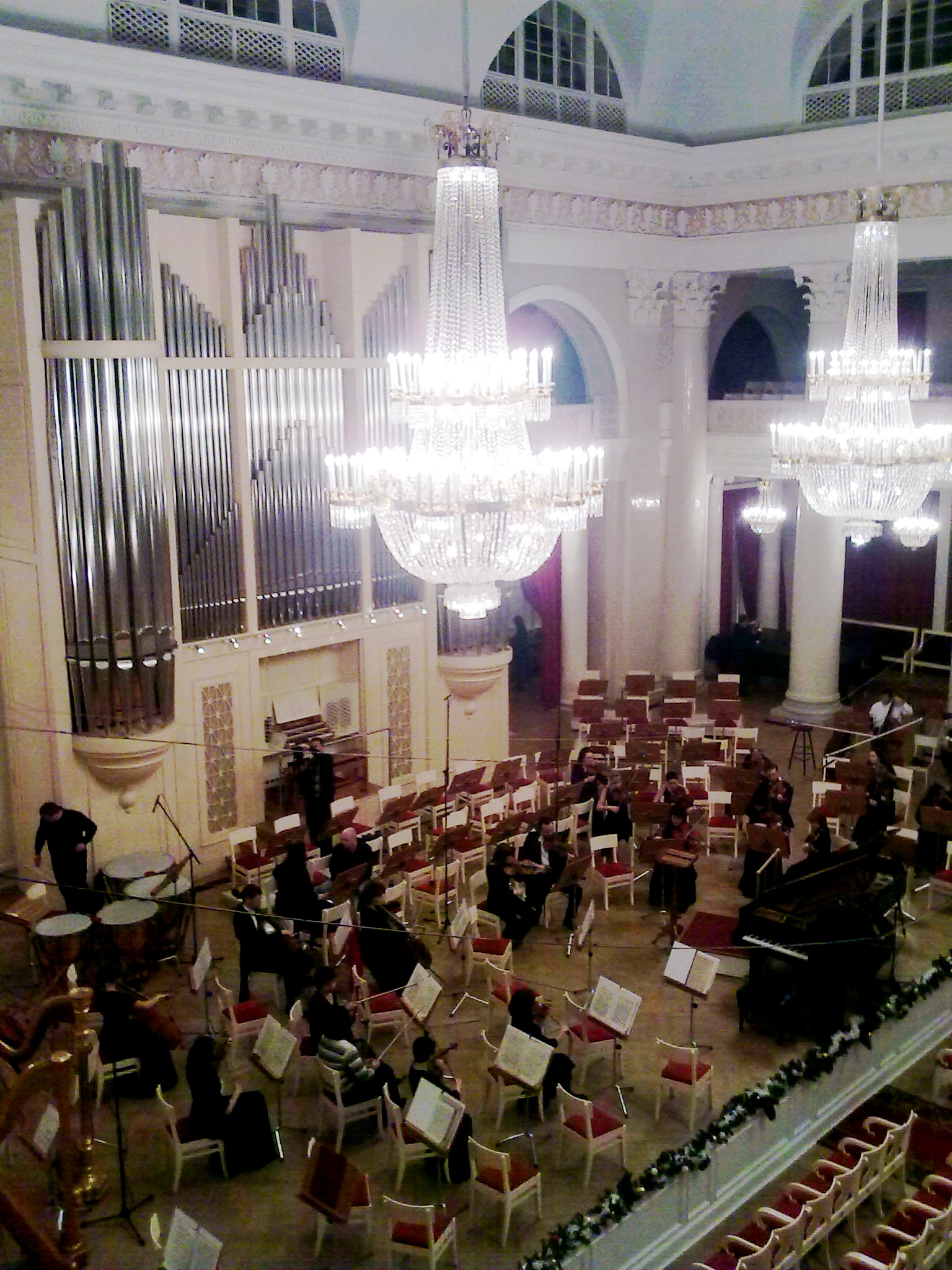
La scène moderne de la grande salle de la Philharmonie de Saint-Pétersbourg, où le concert a été joué en 1942.

Le concert est donné dans la grande salle de la Philharmonie le 9 août 1942. C'est le jour désigné par Hitler pour célébrer la chute de la ville, avec un somptueux banquet à l'Hôtel Astoria de Léningrad. Le concert est précédé d'un pré-enregistrement à l'intention de la radio par Eliasberg, diffusé à 16 heures,.
Le Lieutenant-Général Govorov commande un bombardement des positions de l'artillerie allemande avant le concert, dans une opération spéciale, avec le nom de code « Bourrasque ». Les agents du renseignement soviétique avaient localisé les batteries allemandes et les postes d'observation depuis plusieurs semaines, en préparation de l'attaque. Trois mille obus de fort calibre sont lancés sur l'ennemi. Le but de l'opération est d'empêcher les Allemands de cibler la salle de concert et de s'assurer qu'ils seraient assez silencieux pour laisser entendre la musique sur les haut-parleurs, dont la mise en place avait été ordonnée. Il a aussi encouragé les soldats soviétiques à écouter le concert à la radio. Ultérieurement, le musicologue Andrei Krukov a fait l'éloge des actions d'« incitation » de Govorov pour le concert, ajoutant que son choix de permettre aux soldats de participer était « une décision tout à fait exceptionnelle ». Govorov lui-même a fait remarquer plus tard à Eliasberg que « nous aussi nous avons joué notre instrument dans la symphonie, vous savez », faisant allusion aux tirs d'artillerie. La contribution militaire, dans l'histoire, reste peu connue et ce, bien après la fin de la guerre.
Un public important se rassemble pour le concert, composé de chefs du Parti, de militaires et de civils. Les citoyens de Léningrad, qui ne peuvent pas tous tenir dans la salle, sont rassemblés autour des fenêtres ouvertes et de haut-parleurs. Les musiciens sur scène sont « habillés comme des choux », avec plusieurs couches de vêtements pour éviter les frissons induits par la famine,. Peu de temps avant le début du concert, les lustres électriques au-dessus de la scène sont allumés pour la première fois depuis le début des répétitions. Dès que la salle fait silence, Eliasberg lance l'orchestre. L'exécution est de mauvaise qualité artistique, mais est marquée par les houles d'émotions du public, notamment dans le finale, lorsque certains musiciens chancellent en raison de l'épuisement : le public se lève « dans un geste spontané remarquable… prêt à continuer »,.
Le concert reçoit une ovation d'une heure, debout, Eliasberg recevant un bouquet de fleurs cultivées à Léningrad remis par une jeune fille,. De nombreux auditeurs sont en larmes, en raison de l'impact émotionnel du concert, considéré comme une « biographie musicale des souffrances de Léningrad ». Les musiciens sont invités à un banquet pour célébrer l'événement, avec les responsables du Parti.
Pendant le concert, les haut-parleurs diffusent la musique à travers la ville, ainsi qu'à destination des forces allemandes dans un mouvement de guerre psychologique, une « frappe tactique contre le moral des allemands »,. Un soldat allemand s'est rappelé que son escadron a « écouté la symphonie des héros ». Eliasberg, quelque temps après, raconte que certains Allemands qui campaient à l'extérieur de Léningrad pendant le concert lui ont dit qu'ils avaient cru qu'ils ne pourraient jamais s'emparer de la ville : « Qui sommes-nous avec nos bombes ? Nous ne serons jamais en mesure de prendre Léningrad, car les gens d'ici sont désintéressés »,.

## Réception
Le spécialiste de la musique de Chostakovitch, Laurel Fay, suggère que ce concert était « un événement légendaire en lui-même ». Le journaliste Michael Tumely l'appelle « un moment légendaire dans l'histoire soviétique politique et militaire ». Le critique américain, Dhuga, estime que ce concert « était reconnu populairement — et bien sûr, officiellement — comme le prélude à la véritable victoire sur les Allemands ». Le blocus a été brisé au début de 1943 et s'est terminé en 1944. Eliasberg, en accord avec l'évaluation de Dhuga, disait que « toute la ville a trouvé son humanité... à ce moment, nous avons triomphé de l'inhumaine machine de guerre nazie ». Cependant, il n'y a pas de reconnaissance officielle de l'importance du concert : un musicien a noté que par la suite « il n'y a pas eu de retour, rien jusqu'en 1945 ». Le musicologue américain Nicolas Slonimsky, né à Saint-Petersbourg, rapporte en 1948 que partout, « en Russie, en Angleterre et aux États-Unis, la création de la symphonie Leningrad fut un évènement d'importance internationale. Il était presque considéré comme un acte de trahison envers les Alliés de ne pas aimer cette symphonie ».
La Symphonie no 7 de Chostakovitch a été populaire en Occident pendant la guerre, mais à partir de 1945, elle est rarement donnée en dehors de l'Union soviétique. Elle est devenue un sujet de controverse dans les années 1980, après la parution de Testimony de Solomon Volkov qui laisse entendre qu'elle était une critique non pas des Nazis, mais du gouvernement soviétique. La véracité de l'explication de Volkov, dont il affirme qu'elle est enracinée dans des entretiens avec Chostakovitch, a été débattue. D'autres points de désaccord subsistent à propos de la symphonie, à savoir : si elle a été inspirée par l'attaque de Léningrad (comme les autorités soviétiques et les explications officielles l'avaient affirmé) ou prévue plus tôt et réorientée pour la propagande ? de même que sur son mérite artistique, comparé à d'autres œuvres de Chostakovitch,.

## Postérité
La création de la Symphonie no 7 de Chostakovitch fait d'Eliasberg un « héros de la ville ». Peu de temps après le concert, il épouse Nina Bronnikova, qui avait joué la partie de piano. Mais une fois que le siège est terminé et que l’Orchestre philharmonique retourne à Léningrad, il tombe en disgrâce. Le chef d'orchestre titulaire de l’Orchestre philharmonique de Léningrad, Ievgueni Mravinski, le met à la porte en 1950, parce qu’envieux de la popularité d'Eliasberg. Celui-ci était « pauvre et largement oublié » à sa mort en 1978. Cependant, pour le cinquantenaire de la première, ses restes ont été transférés à la prestigieuse Volkovskoye ou cimetière Alexandre Nevski ; résultat d'une campagne par l'archiviste de l'orchestre Galina Retrovskaya, le chef d'orchestre Iouri Temirkanov et le maire de Saint-Pétersbourg Anatoli Sobtchak,. Sarah Quigley a romancé la carrière d'Eliasberg pendant la guerre, dans son roman historique The Conductor, traduit en français sous le titre de La Symphonie de Léningrad,.
Les artistes survivants ont participé à des concerts de retrouvailles en 1964 et 1992, jouant « dans les mêmes places dans la même salle ». Chostakovitch a assisté au premier concert, le 27 janvier 1964. Vingt-deux musiciens et Eliasberg ont joué la Symphonie, alors que des instruments ont été placés sur les autres chaises pour représenter les participants qui avaient trouvé la mort depuis la première exécution. Le concert de 1992 met en vedette les 14 survivants. Le concert de 1942 a également été commémoré dans le film de 1997, The War Symphonies: Shostakovich Against Stalin (« Les Symphonies de guerre : Chostakovitch contre Staline »), un documentaire de Larry Weinstein centré sur la période de la vie du compositeur entre 1936 et 1945. Un autre documentaire allemand de Carsten Gutschmidt et Christian Frey, « La Symphonie de Léningrad - La lutte d‘une ville assiégée » (2017, 90 min) est diffusé sur Arte le 27 février 2018,. Un petit musée est dédié à l'événement à l'école no 235 de Saint-Pétersbourg, et comprend une statue de Chostakovitch et des artefacts du concert.